# Associazione Sportiva Taranto 1980-1981
Questa voce raccoglie le informazioni riguardanti l'Associazione Sportiva Taranto nelle competizioni ufficiali della stagione 1980-1981.

## Rosa
| N. |                   | Ruolo | Calciatore               |
| -- | ----------------- | ----- | ------------------------ |
|    | Italia (bandiera) | C     | Bruno Beatrice           |
|    | Italia (bandiera) | C     | Enrico Cannata           |
|    | Italia (bandiera) | C     | Nicola Cassano           |
|    | Italia (bandiera) | D     | Vincenzo Chiarenza       |
|    | Italia (bandiera) | P     | Walter Ciappi            |
|    | Italia (bandiera) | P     | Gianfranco Degli Schiavi |
|    | Italia (bandiera) | D     | Stefano Dradi            |
|    | Italia (bandiera) | A     | Mirco Fabbri             |
|    | Italia (bandiera) | A     | Giuseppe Fagni           |
|    | Italia (bandiera) | D     | Franco Falcetta          |

| N. |                   | Ruolo | Calciatore           |
| -- | ----------------- | ----- | -------------------- |
|    | Italia (bandiera) | D     | Guglielmo Ferrante   |
|    | Italia (bandiera) | C     | Graziano Gori        |
|    | Italia (bandiera) | D     | Salvatore Intagliata |
|    | Italia (bandiera) | D     | Luciano Mucci        |
|    | Italia (bandiera) | A     | Bortolo Mutti        |
|    | Italia (bandiera) | C     | Giuseppe Pavone      |
|    | Italia (bandiera) | D     | Natale Picano        |
|    | Italia (bandiera) | A     | Renzo Rossi          |
|    | Italia (bandiera) | D     | Francesco Scoppa     |

## Risultati

### Serie B

#### Girone di andata
| 14 settembre 1980 1ª giornata | Atalanta | 0 – 0 | Taranto |  |

| 21 settembre 1980 2ª giornata | Taranto | 0 – 0 | Lanerossi Vicenza |  |

| 28 settembre 1980 3ª giornata | Sampdoria | 1 – 0 | Taranto |  |

| 5 ottobre 1980 4ª giornata | Taranto | 2 – 0 | Foggia |  |

| 12 ottobre 1980 5ª giornata | Rimini | 1 – 1 | Taranto |  |

| 19 ottobre 1980 6ª giornata | Taranto | 3 – 2 | Varese |  |

| 26 ottobre 1980 7ª giornata | Taranto | 1 – 0 | Bari |  |

| 2 novembre 1980 8ª giornata | Genoa | 3 – 1 | Taranto |  |

| 9 novembre 1980 9ª giornata | Taranto | 1 – 2 | Cesena |  |

| 16 novembre 1980 10ª giornata | Catania | 1 – 0 | Taranto |  |

| 23 novembre 1980 11ª giornata | Taranto | 1 – 0 | Monza |  |

| 30 novembre 1980 12ª giornata | SPAL | 1 – 2 | Taranto |  |

| 7 dicembre 1980 13ª giornata | Taranto | 3 – 0 | Milan |  |

| 14 dicembre 1980 14ª giornata | Palermo | 2 – 1 | Taranto |  |

| 21 dicembre 1980 15ª giornata | Taranto | 1 – 0 | Verona |  |

| 4 gennaio 1981 16ª giornata | Pescara | 2 – 1 | Taranto |  |

| 11 gennaio 1981 17ª giornata | Pisa | 0 – 0 | Taranto |  |

| 18 gennaio 1981 18ª giornata | Taranto | 0 – 0 | Lecce |  |

| 25 gennaio 1981 19ª giornata | Lazio | 1 – 1 | Taranto |  |

#### Girone di ritorno
| 8 febbraio 1981 20ª giornata | Taranto | 0 – 1 | Atalanta |  |

| 15 febbraio 1981 21ª giornata | Lanerossi Vicenza | 1 – 0 | Taranto |  |

| 22 febbraio 1981 22ª giornata | Taranto | 1 – 1 | Sampdoria |  |

| 1º marzo 1981 23ª giornata | Foggia | 1 – 1 | Taranto |  |

| 8 marzo 1981 24ª giornata | Taranto | 0 – 1 | Rimini |  |

| 15 marzo 1981 25ª giornata | Varese | 0 – 0 | Taranto |  |

| 22 marzo 1981 26ª giornata | Bari | 1 – 1 | Taranto |  |

| 29 marzo 1981 27ª giornata | Taranto | 1 – 0 | Genoa |  |

| 5 aprile 1981 28ª giornata | Cesena | 1 – 0 | Taranto |  |

| 12 aprile 1981 29ª giornata | Taranto | 0 – 0 | Catania |  |

| 18 aprile 1981 30ª giornata | Monza | 0 – 1 | Taranto |  |

| 26 aprile 1981 31ª giornata | Taranto | 0 – 0 | SPAL |  |

| 10 maggio 1981 32ª giornata | Milan | 4 – 0 | Taranto |  |

| 17 maggio 1981 33ª giornata | Taranto | 1 – 1 | Palermo |  |

| 24 maggio 1981 34ª giornata | Verona | 1 – 0 | Taranto |  |

| 31 maggio 1981 35ª giornata | Taranto | 3 – 1 | Pescara |  |

| 7 giugno 1981 36ª giornata | Taranto | 0 – 0 | Pisa |  |

| 14 giugno 1981 37ª giornata | Lecce | 1 – 0 | Taranto |  |

| 21 giugno 1981 38ª giornata | Taranto | 1 – 1 | Lazio |  |

## Statistiche

### Statistiche di squadra
| Competizione | Punti | In casa | In casa | In casa | In casa | In casa | In casa | In trasferta | In trasferta | In trasferta | In trasferta | In trasferta | In trasferta | Totale | Totale | Totale | Totale | Totale | Totale | DR |
| Competizione | Punti | G       | V       | N       | P       | Gf      | Gs      | G            | V            | N            | P            | Gf           | Gs           | G      | V      | N      | P      | Gf     | Gs     | DR |
| ------------ | ----- | ------- | ------- | ------- | ------- | ------- | ------- | ------------ | ------------ | ------------ | ------------ | ------------ | ------------ | ------ | ------ | ------ | ------ | ------ | ------ | -- |
| Serie B      | 35    | 19      | 8       | 8       | 3       | 19      | 10      | 19           | 2            | 7            | 10           | 10           | 22           | 38     | 10     | 15     | 13     | 29     | 32     | -3 |
| Coppa Italia | 3     | 2       | 1       | 1       | 0       | 2       | 0       | 2            | 0            | 0            | 2            | 0            | 4            | 4      | 1      | 1      | 2      | 2      | 4      | -2 |
| Totale       |       | 21      | 9       | 9       | 3       | 21      | 10      | 21           | 2            | 7            | 12           | 10           | 26           | 42     | 11     | 16     | 15     | 31     | 36     | -5 |

### Statistiche dei giocatori
| Giocatore        | Serie B  | Serie B | Serie B     | Serie B    | Coppa Italia | Coppa Italia | Coppa Italia | Coppa Italia | Totale   | Totale | Totale      | Totale     |
| Giocatore        | Presenze | Reti    | Ammonizioni | Espulsioni | Presenze     | Reti         | Ammonizioni  | Espulsioni   | Presenze | Reti   | Ammonizioni | Espulsioni |
| ---------------- | -------- | ------- | ----------- | ---------- | ------------ | ------------ | ------------ | ------------ | -------- | ------ | ----------- | ---------- |
| B. Beatrice      | 32       | 0       | ?           | ?          | ?            | ?            | ?            | ?            | 32+      | 0+     | ?           | ?          |
| E. Cannata       | 35       | 4       | ?           | ?          | ?            | ?            | ?            | ?            | 35+      | 4+     | ?           | ?          |
| N. Cassano       | 20       | 2       | ?           | ?          | ?            | ?            | ?            | ?            | 20+      | 2+     | ?           | ?          |
| V. Chiarenza     | 35       | 1       | ?           | ?          | ?            | ?            | ?            | ?            | 35+      | 1+     | ?           | ?          |
| W. Ciappi        | 38       | -32     | ?           | ?          | ?            | ?            | ?            | ?            | 38+      | -32+   | ?           | ?          |
| G. Degli Schiavi | 1        | 0       | ?           | ?          | ?            | ?            | ?            | ?            | 1+       | 0+     | ?           | ?          |
| S. Dradi         | 9        | 0       | ?           | ?          | ?            | ?            | ?            | ?            | 9+       | 0+     | ?           | ?          |
| M. Fabbri        | 14       | 5       | ?           | ?          | ?            | ?            | ?            | ?            | 14+      | 5+     | ?           | ?          |
| G. Fagni         | 15       | 1       | ?           | ?          | ?            | ?            | ?            | ?            | 15+      | 1+     | ?           | ?          |
| F. Falcetta      | 29       | 1       | ?           | ?          | ?            | ?            | ?            | ?            | 29+      | 1+     | ?           | ?          |
| G. Ferrante      | 35       | 1       | ?           | ?          | ?            | ?            | ?            | ?            | 35+      | 1+     | ?           | ?          |
| G. Gori          | 32       | 1       | ?           | ?          | ?            | ?            | ?            | ?            | 32+      | 1+     | ?           | ?          |
| S. Intagliata    | 1        | 0       | ?           | ?          | ?            | ?            | ?            | ?            | 1+       | 0+     | ?           | ?          |
| L. Mucci         | 17       | 0       | ?           | ?          | ?            | ?            | ?            | ?            | 17+      | 0+     | ?           | ?          |
| B. Mutti         | 32       | 9       | ?           | ?          | ?            | ?            | ?            | ?            | 32+      | 9+     | ?           | ?          |
| G. Pavone        | 37       | 2       | ?           | ?          | ?            | ?            | ?            | ?            | 37+      | 2+     | ?           | ?          |
| N. Picano        | 38       | 1       | ?           | ?          | ?            | ?            | ?            | ?            | 38+      | 1+     | ?           | ?          |
| R. Rossi         | 16       | 0       | ?           | ?          | ?            | ?            | ?            | ?            | 16+      | 0+     | ?           | ?          |
| F. Scoppa        | 19       | 0       | ?           | ?          | ?            | ?            | ?            | ?            | 19+      | 0+     | ?           | ?          |